# Bertil Ströberg
Bertil Johan Olof Ströberg, född 30 mars 1932 i Västra Torsås, död 25 mars 2012, var en svensk officer (överstelöjtnant) i flygvapnet. 1983 dömdes han, mot sitt nekande, till sex års fängelse för grovt spioneri för polsk räkning.

## Biografi

### Karriär och gripandet
Ströberg växte upp i Hulevik i Västra Torsås socken. Efter sexårig folkskola tog han som 17-åring värvning 1949 och blev signalist, flög på F 17 Kallinge och blev underofficer. Den 11 maj 1959 räddade sig Ströberg (då ännu sergeant, med som navigatör) och fältflygare Tore Östen Dahlberg med fallskärmar vid Bärbo nära F11 norr om Nyköping sedan deras S32C Lansen drabbats av motorstörningar. Han tog studenten på Försvarets läroverk i Uppsala, blev officer och inledde en karriär på flygstaben. Han gifte sig med Marianne Bäcklund (1935-2018) och de fick två barn. De var bosatta i en liten villa på Lidingö.  Vid tiden för gripandet var Ströberg överstelöjtnant och chef för flygstabens sambandsavdelning, samt hade tillgång till information om hela det militära kommunikationssystemet.
Ströberg greps 20 maj 1983 på huvudpostkontoret på Vasagatan i Stockholm av Säkerhetspolisen (Säpo) sedan han försökt hämta ut ett poste restante-brev adresserat till en "Sven-Roland Larsson". Några veckor tidigare hade den polska ambassaden i Stockholm fått ett brev undertecknat "Sven-Roland Larsson" med en rad hemliga uppgifter och en begäran om 25 000 kronor, om man ville ha mer hemligheter. Pengarna skulle i sådana fall skickas till "Sven-Roland Larsson". Ströberg hävdade att han träffat Larsson i samband med att denne utsatts för misshandel av okända män på Gärdet i Stockholm. Ströberg hävdade att han avstyrde misshandeln och att de okända männen flydde. Därefter gav Ströberg sitt visitkort till Larsson för det fall det skulle bli ett rättsligt efterspel. Ströberg hävdade vidare att han efter en tid kontaktades av Larsson (som Ströberg uppgav hade ett "utländskt utseende och bröt på svenska") för att Larsson behövde hjälp att hämta ett brev på huvudpostkontoret i Stockholm.

### Dom och straff
Domstolarna avfärdade Ströbergs förklaring som orimlig och ansåg att han bara hittat på historien med "Sven-Roland Larsson" som en täckhistoria. År 1983 dömdes Ströberg till sex års fängelse för grovt spioneri. Tingsrätten var oenig i sin dom och då målet behandlades av Svea hovrätt fastställdes domen, men även här av en oenig rätt. Ströberg frigavs i maj 1986 från Kumlaanstalten.

### Anklagelserna bestrids
Ströberg hävdade sin oskuld till sin död och ansåg att nya bevis hade dykt upp. År 1988 beviljades Ströberg resning av Högsta domstolen, men fick till slut ingen resning. Fallet uppmärksammades 2009 i TV-programmet Kalla fakta på TV4. I programmet framkom det att en svensk spion, Lennart Savemark, som infiltrerat den sovjetiska ambassaden på uppdrag av Säpo, hade utsatts för "Sven-Roland Larsson" redan 1957. Han uppgav att en kopia på en rapport han skrivit till sina uppdragsgivare på Säpo om arbetet på den sovjetiska ambassaden plötsligt dök upp i posten på hans arbetsplats på ambassaden - med en handskriven lapp där undertecknaren kallade sig "Sven-Roland Larsson" och begärde pengar för ytterligare upplysningar.
I februari 2010 beslutade Riksåklagaren (RÅ) att åter ta upp förundersökningen mot Ströberg. Beslutet hade en viktig principiell betydelse, eftersom grunden för ett sådant agerande grundar sig på bedömningen att de nya uppgifterna var av en sådan vikt att de kunde vara avgörande för målet.  Riksåklagaren la ner förundersökningen 23 juni 2010 med hänvisning till att målet var för gammalt och för att man från åklagarsidan skulle få problem att förete ny bevisning.

### Senare liv
Ströberg hade sedan han greps hävdat att han föll offer för en konspiration. Efter att ha avtjänat straffet arbetade Ströberg som mäklare innan han pensionerades. Han avled 2012.